# Ryota Morioka
Ryota Morioka (Jōyō, Kyoto, Japó, 12 d'abril de 1991) és un futbolista japonès que juga com a migcampista. Ha desenvolupat tota la seva carrera al Vissel Kobe i disputà dos partits amb la selecció del Japó.